# آتاناس دژامبازکی
آتاناس دژامبازکی (بلغاری: Атанас Джамбазки؛ زادهٔ ۴ ژوئیهٔ ۱۹۶۹) بازیکن فوتبال اهل بلغارستان است.
از باشگاه‌هایی که در آن بازی کرده است می‌توان به باشگاه فوتبال لوکوموتیو صوفیه اشاره کرد.